# 坂本照彦
坂本 照彦（さかもと てるひこ）は、日本の元アマチュア野球選手である。ポジションは内野手。

## 来歴・人物
市立銚子高校では、3年生時に1976年夏の甲子園県予選で、宇野勝や尾上旭らがいた銚子商に敗退し、甲子園への出場は実現しなかった。
同年のドラフト会議で大洋ホエールズから4位指名されたが入団を拒否。
高校卒業後は駒澤大学に進学。東都大学野球リーグでは在学中3回優勝。2年生から渡部一治の後継として三塁手に抜擢され、1978年春・秋季リーグに連続してベストナインに選ばれた。1980年春季リーグは一塁手として同期のエース高久孝（日本楽器）を擁し、3年振りの優勝を飾る。3度目のベストナインにも選出された。同年の全日本大学野球選手権大会は決勝で明大に敗れ準優勝。他の大学同期に捕手の長村裕之がいる。
卒業後は電電関東に入社。1981年の都市対抗に出場し、準々決勝に進むが電電東京に敗退。同年の社会人ベストナイン（三塁手）にも選ばれた。